# Grande Prêmio de Quebec de 2014
A 5.ª edição do Grande Prêmio de Quebec foi uma carreira ciclista que se disputou a 12 de setembro de 2014 num circuito de 12,6 quilómetros na cidade de Quebec, ao que se lhe deram 16 voltas para completar um total de 201,6 quilómetros. Trata-se da 25.ª prova do UCI World Tour de 2014.
A carreira foi vencida durante um sprint de uma trintena de corredores pelo Australiano Simon Gerrans (Orica-GreenEDGE) ante o Neerlandés Tom Dumoulin (Giant-Shimano) e o Lituano Ramūnas Navardauskas (Garmin-Sharp).
Gerrans, já vencedor em 2012, se impõe numa segunda clássica esta temporada após a sua vitória em Liège-Bastogne-Liège. O Espanhol Alejandro Valverde (Movistar) ausente da carreira porque esteve presente na Volta a Espanha conserva o seu lugar de líder do UCI World Tour.

## Apresentação

### Equipas
Dezanove equipas participam neste grande Prêmio ciclista de Quebec - dezoito ProTeams e uma equipa nacional :
| UCI ProTeams            | UCI ProTeams   | UCI ProTeams |
| Nome da equipa          | País           | Código       |
| ----------------------- | -------------- | ------------ |
| AG2R La Mondiale        | França         | ALM          |
| Astana Pro Team         | Cazaquistão    | AST          |
| Belkin                  | Países Baixos  | BEL          |
| BMC Racing              | Estados Unidos | BMC          |
| Cannondale              | Itália         | CAN          |
| Europcar                | França         | EUC          |
| Fdj.fr                  | França         | FDJ          |
| Garmin-Sharp            | Estados Unidos | GRS          |
| Giant-Shimano           | Países Baixos  | GIA          |
| Katusha                 | Rússia         | KAT          |
| Lampre-Merida           | Itália         | LAM          |
| Lotto-Belisol           | Bélgica        | LTB          |
| Movistar                | Espanha        | MOV          |
| Omega Pharma-Quick Step | Bélgica        | OPQ          |
| Orica-GreenEDGE         | Austrália      | OGE          |
| Team Sky                | Reino Unido    | SKY          |
| Tinkoff-Saxo            | Rússia         | TCS          |
| Trek Factory Racing     | Estados Unidos | TFR          |

| Equipo nacional           | Equipo nacional | Equipo nacional |
| Nome da equipa            | País            | Código          |
| ------------------------- | --------------- | --------------- |
| Equipa nacional do Canadá | Canadá          |                 |

## Classificação final
|    | Corredor             | País          | Equipa                  |    | Tempo             | Pontos UCI |
| -- | -------------------- | ------------- | ----------------------- | -- | ----------------- | ---------- |
| 1  | Simon Gerrans        | Austrália     | Orica-GreenEDGE         | em | '4 h 42 min 54 se | 80         |
| 2  | Tom Dumoulin         | Países Baixos | Giant-Shimano           | +  | m.t               | 60         |
| 3  | Ramūnas Navardauskas | Lituânia      | Garmin-Sharp            |    | m.t               | 50         |
| 4  | Daryl Impey          | África do Sul | Orica-GreenEDGE         |    | m.t               | 40         |
| 5  | Greg Van Avermaet    | Bélgica       | BMC Racing              |    | m.t               | 30         |
| 6  | Gianni Meersman      | Bélgica       | Omega Pharma-Quick Step |    | m.t               | 22         |
| 7  | Sep Vanmarcke        | Bélgica       | Belkin                  |    | m.t               | 14         |
| 8  | Enrico Gasparotto    | Itália        | Astana Pro Team         |    | m.t               | 10         |
| 9  | Tony Gallopin        | França        | Lotto-Belisol           |    | m.t               | 6          |
| 10 | Bauke Mollema        | Países Baixos | Belkin                  |    | m.t               | 2          |

Melhor escalador:  David Tanner (Belkin)
Melhor canadiano:   Ryan Anderson (Equipa Canadá)

## Lista dos participantes
- Lista de saída completa

| Legenda                             | Legenda                                                                          | Legenda | Legenda                                              |
| ----------------------------------- | -------------------------------------------------------------------------------- | ------- | ---------------------------------------------------- |
| Num                                 | Jersey de saída levada pelo corredor neste grande Prêmio ciclista de Quebec      | Pos     | Posição à chegada da corrida                         |
| [[Imagem:\|20px\|class=noviewer\|]] | Indica uma camisola de campeão nacional ou mundial, conforme a sua especialidade | NP      | Indica um corredor que não tomou a saída da corrida  |
| AB                                  | Indica um corredor que não terminou a corrida                                    | HD      | Indica um corredor terminou a etapa fora de controle |

| Lampre-Merida LAM | Lampre-Merida LAM               | Lampre-Merida LAM |
| ----------------- | ------------------------------- | ----------------- |
| Num               | Corredor                        | Pos               |
| 1                 | Rui Costa (POR) (Estrada)       | 33.º              |
| 2                 | Matteo Bono (ITA)               | 113.º             |
| 3                 | Kristijan Đurasek (CRO)         | 90.º              |
| 4                 | Christopher Horner (USA)        | 120.º             |
| 5                 | Manuele Mori (ITA)              | 84.º              |
| 6                 | Jan Polanc (SLO)                | 85.º              |
| 7                 | Nélson Oliveira (POR) (Estrada) | 94.º              |
| 8                 | Rafael Valls (ESP)              | 115.º             |

| Movistar MOV | Movistar MOV             | Movistar MOV |
| ------------ | ------------------------ | ------------ |
| Num          | Corredor                 | Pos          |
| 11           | Beñat Intxausti (ESP)    | 83.º         |
| 12           | Igor Antón (ESP)         | 81.º         |
| 13           | Eros Capecchi (ITA)      | AB           |
| 14           | Juan José Lobato (ESP)   | 52.º         |
| 15           | Jesús Herrada (ESP)      | 13.º         |
| 16           | Rubén Plaza (ESP)        | 80.º         |
| 17           | José Joaquín Rojas (ESP) | 44.º         |
| 18           | Francisco Ventoso (ESP)  | 41.º         |

| AG2R La Mondiale ALM | AG2R La Mondiale ALM         | AG2R La Mondiale ALM |
| -------------------- | ---------------------------- | -------------------- |
| Num                  | Corredor                     | Pos                  |
| 21                   | Jean-Christophe Péraud (FRA) | 62.º                 |
| 22                   | Romain Bardet (FRA)          | 24.º                 |
| 23                   | Ben Gastauer (LUX)           | 87.º                 |
| 24                   | Hugo Houle (CAN)             | 45.º                 |
| 25                   | Blel Kadri (FRA)             | 99.º                 |
| 26                   | Sébastien Minard (FRA)       | 106.º                |
| 27                   | Christophe Riblon (FRA)      | 64.º                 |
| 28                   | Guillaume Bonnafond (FRA)    | 134.º                |

| Tinkoff-Saxo TCS | Tinkoff-Saxo TCS        | Tinkoff-Saxo TCS |
| ---------------- | ----------------------- | ---------------- |
| Num              | Corredor                | Pos              |
| 31               | Michael Rogers (AUS)    | 59.º             |
| 32               | Matti Breschel (DEN)    | 29.º             |
| 33               | Jesper Hansen (DEN)     | 101.º            |
| 34               | Jay McCarthy (AUS)      | 61.º             |
| 35               | Evgueni Petrov (RUS)    | 92.º             |
| 36               | Bruno Pires (POR)       | 132.º            |
| 37               | Paweł Poljańesqui (POL) | 46.º             |
| 38               | Nicki Sørensen (DEN)    | 102.º            |

| Omega Pharma-Quick Step OPQ | Omega Pharma-Quick Step OPQ   | Omega Pharma-Quick Step OPQ |
| --------------------------- | ----------------------------- | --------------------------- |
| Num                         | Corredor                      | Pos                         |
| 41                          | Zdeněk Štybar (CZE) (Estrada) | 110.º                       |
| 42                          | Julian Alaphilippe (FRA)      | 28.º                        |
| 43                          | Jan Bakelants (BEL)           | 19.º                        |
| 44                          | Kevin De Weert (BEL)          | 122.º                       |
| 45                          | Gianni Meersman (BEL)         | 6.º                         |
| 46                          | Serge Pauwels (BEL)           | 131.º                       |
| 47                          | Matteo Trentin (ITA)          | 128.º                       |
| 48                          | Petr Vakoč (CZE)              | 32.º                        |

| Katusha KAT | Katusha KAT                  | Katusha KAT |
| ----------- | ---------------------------- | ----------- |
| Num         | Corredor                     | Pos         |
| 51          | Alexander Kristoff (NOR)     | 21.º        |
| 52          | Vladimir Isaychev (RUS)      | 133.º       |
| 53          | Pavel Kochetkov (RUS)        | 98.º        |
| 54          | Viatcheslav Kouznetsov (RUS) | AB          |
| 55          | Marco Haller (AUT)           | 125.º       |
| 56          | Simon Špilak (SLO)           | 60.º        |
| 57          | Egor Silin (RUS)             | 104.º       |
| 58          | Alexey Tsatevitch (RUS)      | 42.º        |

| Belkin BEL | Belkin BEL               | Belkin BEL |
| ---------- | ------------------------ | ---------- |
| Num        | Corredor                 | Pos        |
| 61         | Bauke Mollema (NED)      | 10.º       |
| 62         | Jonathan Hivert (FRA)    | 107.º      |
| 63         | Dennis van Winden (NED)  | AB         |
| 64         | Steven Kruijswijk (NED)  | 38.º       |
| 65         | Tom Leezer (NED)         | 119.º      |
| 66         | David Tanner (AUS)       | 31.º       |
| 67         | Nick van der Lijke (NED) | 118.º      |
| 68         | Sep Vanmarcke (BEL)      | 7.º        |

| BMC Racing BMC | BMC Racing BMC           | BMC Racing BMC |
| -------------- | ------------------------ | -------------- |
| Num            | Corredor                 | Pos            |
| 71             | Tejay van Garderen (USA) | 40.º           |
| 72             | Brent Bookwalter (USA)   | 36.º           |
| 73             | Yannick Eijssen (BEL)    | 57.º           |
| 74             | Ben Hermans (BEL)        | 56.º           |
| 75             | Amaël Moinard (FRA)      | 82.º           |
| 76             | Michael Schär (SUI)      | 53.º           |
| 77             | Peter Stetina (USA)      | AB             |
| 78             | Greg Van Avermaet (BEL)  | 5.º            |

| Astana Pro Team AST | Astana Pro Team AST      | Astana Pro Team AST |
| ------------------- | ------------------------ | ------------------- |
| Num                 | Corredor                 | Pos                 |
| 81                  | Jakob Fuglsang (DEN)     | 103.º               |
| 82                  | Valerio Agnoli (ITA)     | 100.º               |
| 83                  | Borut Božič (SLO)        | 23.º                |
| 84                  | Janez Brajkovič (SLO)    | 67.º                |
| 85                  | Enrico Gasparotto (ITA)  | 8.º                 |
| 86                  | Francesco Gavazzi (ITA)  | 12.º                |
| 87                  | Lieuwe Westra (NED)      | 105.º               |
| 88                  | Fredrik Kessiakoff (SWE) | 73.º                |

| Trek Factory Racing TFR | Trek Factory Racing TFR         | Trek Factory Racing TFR |
| ----------------------- | ------------------------------- | ----------------------- |
| Num                     | Corredor                        | Pos                     |
| 91                      | Robert Kišerlovski (CRO)        | 70.º                    |
| 92                      | Matthew Busche (USA)            | 48.º                    |
| 93                      | Stijn Devolder (BEL)            | 77.º                    |
| 94                      | Laurent Didier (LUX)            | 86.º                    |
| 95                      | Grégory Rast (SUI)              | AB                      |
| 96                      | Hayden Roulston (NZL) (Estrada) | 76.º                    |
| 97                      | Fränk Schleck (LUX) (Estrada)   | 37.º                    |
| 98                      | Riccardo Zoidl (AUT) (Estrada)  | 65.º                    |

| Giant-Shimano GIA | Giant-Shimano GIA                 | Giant-Shimano GIA |
| ----------------- | --------------------------------- | ----------------- |
| Num               | Corredor                          | Pos               |
| 101               | Tom Dumoulin (NED)                | 2.º               |
| 102               | Thomas Damuseau (FRA)             | 89.º              |
| 103               | Simon Geschke (GER)               | 18.º              |
| 104               | Thierry Hupond (FRA)              | 112.º             |
| 105               | Reinardt Janse van Rensburg (RSA) | 26.º              |
| 106               | Daan Olivier (NED)                | 49.º              |
| 107               | Thomas Peterson (USA)             | AB                |
| 108               | Georg Preidler (AUT)              | 16.º              |

| Team Sky SKY | Team Sky SKY               | Team Sky SKY |
| ------------ | -------------------------- | ------------ |
| Num          | Corredor                   | Pos          |
| 111          | Geraint Thomas (GBR)       | 116.º        |
| 112          | Edvald Boasson Hagen (NOR) | 55.º         |
| 113          | Ian Boswell (USA)          | 95.º         |
| 114          | Nathan Earle (AUS)         | AB           |
| 115          | Joe Dombrowski (USA)       | AB           |
| 116          | Christopher Sutton (AUS)   | 20.º         |
| 117          | Danny Pate (USA)           | 117.º        |
| 118          | Salvatore Puccio (ITA)     | 68.º         |

| Lotto-Belisol LTB | Lotto-Belisol LTB      | Lotto-Belisol LTB |
| ----------------- | ---------------------- | ----------------- |
| Num               | Corredor               | Pos               |
| 121               | Jelle Vanendert (BEL)  | 34.º              |
| 122               | Stig Broeckx (BEL)     | AB                |
| 123               | Gert Dockx (BEL)       | AB                |
| 124               | Tony Gallopin (FRA)    | 9.º               |
| 125               | Jürgen Roelandts (BEL) | 91.º              |
| 126               | Dennis Vanendert (BEL) | 54.º              |
| 127               | Louis Vervaeke (BEL)   | AB                |
| 128               | Tim Wellens (BEL)      | 108.º             |

| Orica-GreenEDGE OGE | Orica-GreenEDGE OGE           | Orica-GreenEDGE OGE |
| ------------------- | ----------------------------- | ------------------- |
| Num                 | Corredor                      | Pos                 |
| 131                 | Simon Gerrans (AUS) (Estrada) | 1.º                 |
| 132                 | Michael Albasini (SUI)        | 71.º                |
| 133                 | Mathew Hayman (AUS)           | 111.º               |
| 134                 | Daryl Impey (RSA)             | 4.º                 |
| 135                 | Jens Keukeleire (BEL)         | 97.º                |
| 136                 | Christian Meier (CAN)         | AB                  |
| 137                 | Pieter Weening (NED)          | 50.º                |
| 138                 | Simon Yates (GBR)             | 22.º                |

| Fdj.fr FDJ ESTILO="text-align:center;" class="small" | Fdj.fr FDJ ESTILO="text-align:center;" class="small"                 | Fdj.fr FDJ ESTILO="text-align:center;" class="small" | Num | Corredor | Pos |
| 141                                                  | Arthur Vichot (FRA)                                                  | AB                                                   |     |          |     |
| 142                                                  | William Gorra (FRA)                                                  | AB                                                   |     |          |     |
| 143                                                  | Arnaud Courteille (FRA)                                              | 121.º                                                |     |          |     |
| 144                                                  | Pierrick Fédrigo (FRA)                                               | 63.º                                                 |     |          |     |
| 145                                                  | Arnold Jeannesson (FRA)                                              | 114.º                                                |     |          |     |
| 146                                                  | Yoann Offredo (FRA)                                                  | 47.º                                                 |     |          |     |
| 147                                                  | Laurent Pichon (FRA)                                                 | 79.º                                                 |     |          |     |
| 148                                                  | Jussi Veikkanen (FINO) [[Imagem:\|20px\|class=noviewer\|]] (Estrada) | 135.º                                                |     |          |     |

| Garmin-Sharp GRS | Garmin-Sharp GRS                    | Garmin-Sharp GRS |
| ---------------- | ----------------------------------- | ---------------- |
| Num              | Corredor                            | Pos              |
| 151              | Tom-Jelte Slagter (NED)             | 11.º             |
| 152              | Thomas Danielson (USA)              | 129.º            |
| 153              | Phillip Gaimon (USA)                | 72.º             |
| 154              | Alex Howes (USA)                    | 35.º             |
| 155              | Sebastian Langeveld (NED) (Estrada) | 123.º            |
| 156              | Ramūnas Navardauskas (LTU)          | 3.º              |
| 157              | Steele Von Hoff (AUS)               | 124.º            |
| 158              | Fabian Wegmann (GER)                | 25.º             |

| Cannondale CAN | Cannondale CAN          | Cannondale CAN |
| -------------- | ----------------------- | -------------- |
| Num            | Corredor                | Pos            |
| 161            | Davide Formolo (ITA)    | 14.º           |
| 162            | Ted King (USA)          | 66.º           |
| 163            | Marco Marcato (ITA)     | 17.º           |
| 164            | Jean-Marc Marino (FRA)  | 126.º          |
| 165            | Matej Mohorič (SLO)     | 78.º           |
| 166            | Cristiano Salerno (ITA) | 39.º           |
| 167            | Davide Villella (ITA)   | 30.º           |
| 168            | Moreno Moser (ITA)      | AB             |

| Europcar EUC | Europcar EUC           | Europcar EUC |
| ------------ | ---------------------- | ------------ |
| Num          | Corredor               | Pos          |
| 171          | Cyril Gautier (FRA)    | 15.º         |
| 172          | Yukiya Arashiro (JPN)  | 69.º         |
| 173          | Bryan Coquard (FRA)    | 127.º        |
| 174          | Antoine Duchesne (CAN) | AB           |
| 175          | Tony Hurel (FRA)       | AB           |
| 176          | Christophe Kern (FRA)  | 74.º         |
| 177          | Perrig Quéméneur (FRA) | 109.º        |
| 178          | Kévin Réza (FRA)       | 96.º         |

| Equipa nacional do Canadá CAN | Equipa nacional do Canadá CAN | Equipa nacional do Canadá CAN |
| ----------------------------- | ----------------------------- | ----------------------------- |
| Num                           | Corredor                      | Pos                           |
| 181                           | Bruno Langlois (CAN)          | 51.º                          |
| 182                           | Ryan Anderson (CAN)           | 27.º                          |
| 183                           | Matteo Dal-Cin (CAN)          | 43.º                          |
| 184                           | Garrett McLeod (CAN)          | 88.º                          |
| 185                           | Pierrick Naud (CAN)           | 130.º                         |
| 186                           | Benjamin Perry (CAN)          | 93.º                          |
| 187                           | Ryan Roth (CAN)               | 58.º                          |
| 188                           | Michael Woods (Canadá CAN)    | 75.º                          |